# Pasos de angustia
Pasos de angustia és una pel·lícula espanyola dirigida el 1957 pel conegut director falangista Clemente Pamplona Blasco i protagonitzada per Alfredo Mayo i Lina Rosales. Fou seleccionada a la secció competitiva del Festival Internacional de Cinema de Sant Sebastià 1957 amb el títol Pasos però no fou estrenada fins al 8 de juny de 1959 a Madrid amb el títol actual.

## Repartiment
Esteban és atropellat al carrer després de tenir una forta disputa amb Ana, la seva esposa. És ingressat en una clínica menta, d'on surt curat però perd la parla. A casa comença a sospitar que Ana l'enganya amb el seu advocat Ernesto. Un dia, darrera la finestra, creu veure la seva esposa amb Ernesto, raó per la qual l'espera i quan surt l'ofega amb les seves mans. Tanmateix, horroritzat, descobreix que és Elena, l'esposa d'Ernesto i s'entrega a la policia. De camí a la presó veu Ana baixant d'un taxi.
- Andrés Mejuto - Esteban
- Lina Rosales
- Alfredo Mayo
- Félix Dafauce
- Juan Cazalilla
- Isana Medel